# Sankt Ulrich (Wien)
St. Ulrich war bis 1850 eine eigenständige Vorstadtgemeinde und ist heute ein Stadtteil Wiens im 7. Wiener Gemeindebezirk Neubau.
Der größte Teil des Gebiets ist unter diesem Namen von der Stadt Wien als bauliche Schutzzone definiert.

## Geschichte

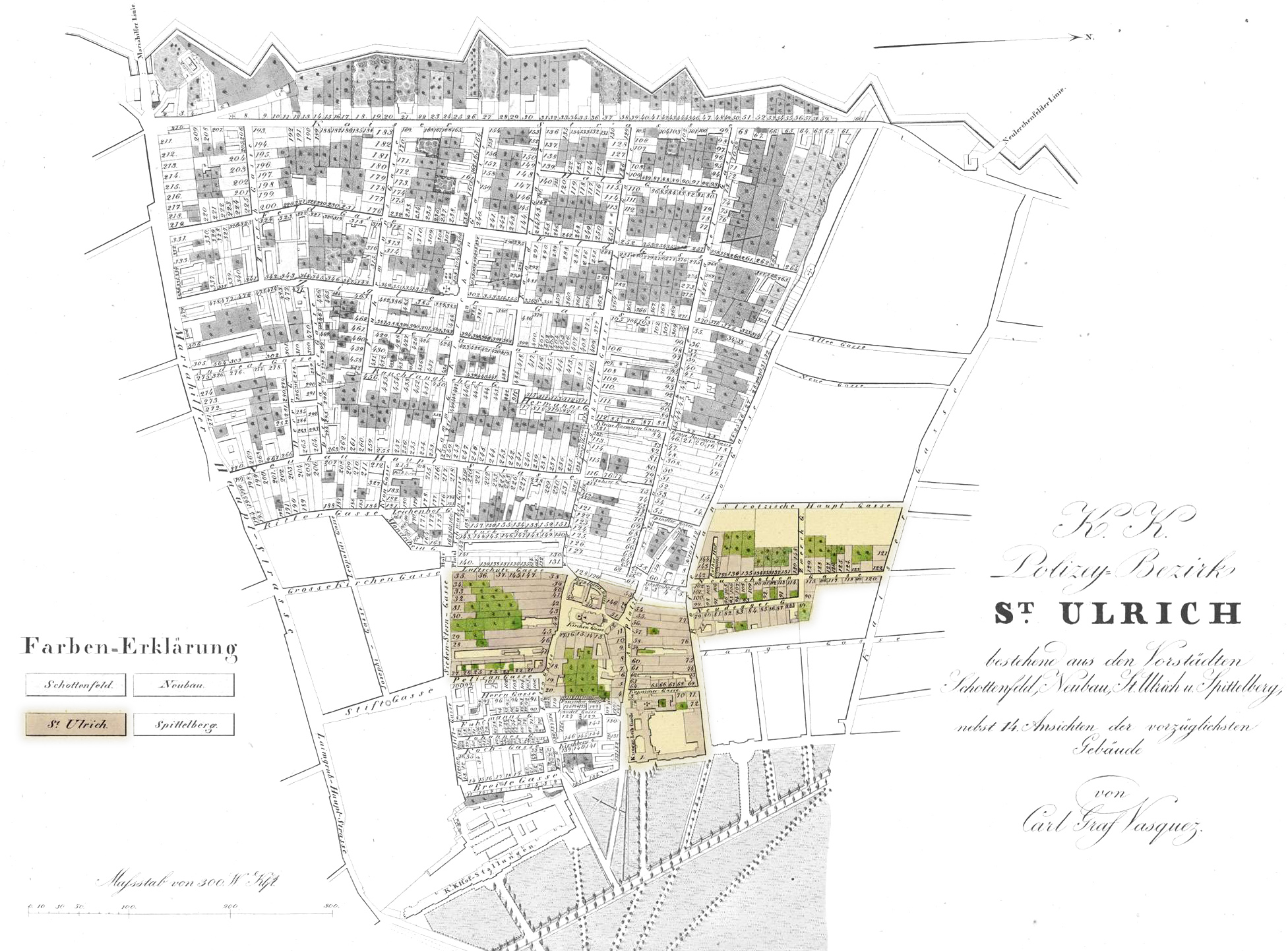
Sankt Ulrich um 1830

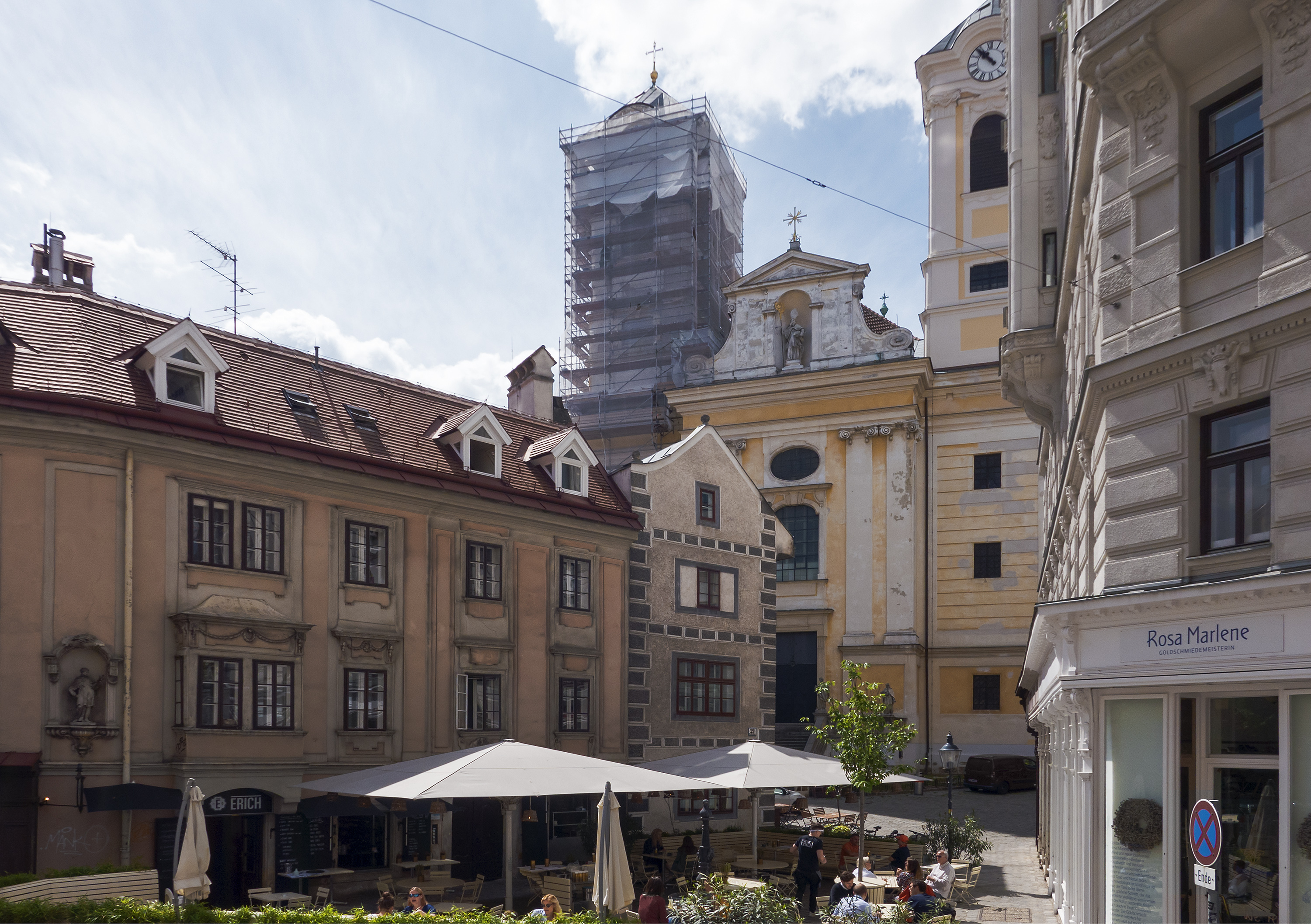
St. Ulrich heute

Schon im Jahre 1202 wurde der Ort Zeismannsbrunn urkundlich erwähnt, von dem die erste Besiedlung des heutigen 7. Bezirkes ausging. Der Münzmeister und Stadtrichter Dietrich besaß hier einen Gutshof und stiftete 1211 eine Kapelle, die dem heiligen Ulrich geweiht war. Mit der Zeit ging der Name der Ulrichskirche daher auf die umgebende Ortschaft über. Dietrichs Erben verkauften den Hof an den Ritter Greif. 1302 tauschte das Schottenstift die Patronanz von Maria am Gestade mit derjenigen von St. Ulrich. Weitere Grundstücke gehörten einem Adlold. Diese wurden ihm jedoch 1309 als Strafe für die Teilnahme an einem Aufstand entzogen. Insgesamt entstanden drei Besitzkomplexe:
- Neudeggerlehen, ursprünglich Besitz des Bistums Passau, dort befand sich eine Burg, deren Turm sich bis 1852 erhalten hatte;
- Oberhof, Besitz des Landesfürsten;
- Umgebung der Ulrichskapelle, Besitz des Schottenstiftes.

Da die Stadt Wien aber im Besitz der Grundbücher älterer Klöster war und sich auf Anordnungen des Kaisers berief, kam es zu ständigen Konflikten zwischen Wien und dem Schottenkloster. Vorläufig konnten die Schotten aber die Oberhand gewinnen und das Neudeggerlehen ging 1694 und der Oberhof 1629 in den Besitz des Schottenstiftes über. Neben St. Ulrich gingen aus den drei Grundkomplexen auch Neubau und Schottenfeld hervor.
Schon 1314 war die Gegend um die Ulrichskapelle dicht verbaut, wobei die weitere Verbauung hauptsächlich in der unteren Neustiftgasse fortgesetzt wurde. Der Grund dafür war die günstige Lage am Ottakringer Bach, der zur Bewässerung und zur Abfallentsorgung diente. Auf diese Weise entstand ein Grabenangerdorf. Die Häuser wurden allerdings großteils sowohl 1529 bei der Ersten als auch 1683 bei der Zweiten Wiener Türkenbelagerung zerstört. Die Ulrichskirche wurde aber von Kara Mustafa als Aussichtsplattform verwendet.
St. Ulrich war ein Zentrum der Reformation. Der evangelische Schulmeister Cosmas Trinkl konnte ab 1586 unterrichten und der Besitzer des Oberhofes, Johann Baptista Pacheleb, ließ bis 1614 lutherische Messen abhalten. Im Zuge der Gegenreformation musste Pacheleb jedoch den Oberhof aufgeben und Trinkl wurde des Landes verwiesen. Bereits 1589 wurde St. Ulrich zur eigenen Pfarre erhoben.
Mitte des 17. Jahrhunderts wurde eine Wasserleitung von St. Ulrich nach Wien angelegt. Der Hof-Bauschreiber Peter Concorz bestätigte am 22. Dezember 1651, dass er vom Pfarrhof Sankt Ulrich Wasser in einer drei Zoll weiten Röhre aufgefangen, „in die Stadt in den großen Wasserkessel hinter der neuen Burg an der Bastei allda eingeführt und von da auf ewige Zeiten“ – und zwar zum ersten Mal auf kaiserliche Kosten – eine ein Zoll weite Röhre bis in das Schottenkloster geführt habe.
Am 11. August 1835 wurde fast das komplette Dorf durch einen Brand zerstört. Heute ist nur mehr wenig von der alten Ortschaft übrig. Das Gebiet um den St.-Ulrichs-Platz ist von Barockhäusern geprägt, im Haus Nr. 4 gibt es noch Reste mittelalterlicher Mauern.
Heute ist St. Ulrich ein aus sieben Zählsprengeln bestehender Zählbezirk der amtlichen Statistik, dessen Grenzverlauf jedoch nicht mit jenem der ehemals selbstständigen Gemeinde übereinstimmt.

## Persönlichkeiten
- Christoph Willibald Gluck (1714–1787), Komponist
- Matthias Jeßwagner (1714–1772), Orgelbauer
- Joseph Lanner (1801–1843), Komponist und Kapellmeister
- Johann Strauss (Sohn) (1825–1899), Komponist und Kapellmeister
- Johann Joseph Resler (1702–1772), Bildhauer des Barock